# 19-та паралель південної широти
19-та паралель південної широти — лінія широти, що лежить на 19 градусів південніше земної екваторіальної площини. Вона проходить через Атлантичний океан, Африку, Індійський океан, Австралазію, Тихий океан та Південну Америку.

## Список географічних об'єктів, що перетинає 19° пд. ш.
Починаючи з Гринвіцького меридіану та рухаючись на схід, 19-та паралель південної широти проходить через:
| Координати                                                   | Країна, територія або море | Примітки |
| ------------------------------------------------------------ | -------------------------- | --- |
| 19°0′ пд. ш. 0°0′ сх. д. / 19.000° пд. ш. 0.000° сх. д.      | Атлантичний океан          | |
| 19°0′ пд. ш. 12°28′ сх. д. / 19.000° пд. ш. 12.467° сх. д.   | Намібія                    | |
| 19°0′ пд. ш. 21°0′ сх. д. / 19.000° пд. ш. 21.000° сх. д.    | Ботсвана                   | |
| 19°0′ пд. ш. 25°59′ сх. д. / 19.000° пд. ш. 25.983° сх. д.   | Зімбабве                   | |
| 19°0′ пд. ш. 32°42′ сх. д. / 19.000° пд. ш. 32.700° сх. д.   | Мозамбік                   | |
| 19°0′ пд. ш. 35°51′ сх. д. / 19.000° пд. ш. 35.850° сх. д.   | Мозамбіцька протока        | |
| 19°0′ пд. ш. 44°14′ сх. д. / 19.000° пд. ш. 44.233° сх. д.   | Мадагаскар                 | Проходить через острів Мадагаскар — південніше Антананаріву |
| 19°0′ пд. ш. 49°5′ сх. д. / 19.000° пд. ш. 49.083° сх. д.    | Індійський океан           | |
| 19°0′ пд. ш. 121°33′ сх. д. / 19.000° пд. ш. 121.550° сх. д. | Австралія                  | Західна Австралія Північна Територія Квінсленд |
| 19°0′ пд. ш. 146°22′ сх. д. / 19.000° пд. ш. 146.367° сх. д. | Коралове море              | Проходить між островами Реттлснейк[en] та Ахерон, Квінсленд, Австралія Проходить північніше рифа Маріон, Острови Коралового моря, Австралія Проходить північніше островів Честерфілд, Нова Каледонія |
| 19°0′ пд. ш. 169°17′ сх. д. / 19.000° пд. ш. 169.283° сх. д. | Вануату                    | Проходить через найпівденнішу точку острова Ерроманго[en] |
| 19°0′ пд. ш. 169°17′ сх. д. / 19.000° пд. ш. 169.283° сх. д. | Тихий океан                | |
| 19°0′ пд. ш. 178°10′ сх. д. / 19.000° пд. ш. 178.167° сх. д. | Фіджі                      | Проходить через острів Кадаву[en] |
| 19°0′ пд. ш. 178°29′ сх. д. / 19.000° пд. ш. 178.483° сх. д. | Тихий океан                | Проходить північніше острова Матуку[en], Фіджі |
| 19°0′ пд. ш. 179°52′ зх. д. / 19.000° пд. ш. 179.867° зх. д. | Фіджі                      | Проходить через острів Тотоя[en] |
| 19°0′ пд. ш. 179°51′ зх. д. / 19.000° пд. ш. 179.850° зх. д. | Тихий океан                | Проходить південніше острова Кабара[en], Фіджі Проходить північніше острова Фулага[en], Фіджі Проходить південніше острова Лате, Тонга |
| 19°0′ пд. ш. 169°55′ зх. д. / 19.000° пд. ш. 169.917° зх. д. | Ніуе                       | Проходить через острів Ніуе |
| 19°0′ пд. ш. 169°48′ зх. д. / 19.000° пд. ш. 169.800° зх. д. | Тихий океан                | Проходить південніше острова Аїтутакі, Острови Кука Проходить північніше атола Мануае[en], Острови Кука Проходить південніше атола Ненгоненго[en], Французька Полінезія Проходить північніше атола Манухангі[en], Французька Полінезія Проходить північніше атола Параоа, Французька Полінезія Проходить південніше атола Вахітахі, Французька Полінезія |
| 19°0′ пд. ш. 70°19′ зх. д. / 19.000° пд. ш. 70.317° зх. д.   | Чилі                       | Арика-і-Паринакота Тарапака Арика-і-Паринакота Тарапака |
| 19°0′ пд. ш. 68°54′ зх. д. / 19.000° пд. ш. 68.900° зх. д.   | Болівія                    | Проходить північніше Сукре |
| 19°0′ пд. ш. 57°42′ зх. д. / 19.000° пд. ш. 57.700° зх. д.   | Бразилія                   | Мату-Гросу-ду-Сул Гояс Мінас-Жерайс Еспіриту-Санту |
| 19°0′ пд. ш. 39°44′ зх. д. / 19.000° пд. ш. 39.733° зх. д.   | Атлантичний океан          | |